# Allison Fisher
Allison Fisher MBE (* 24. Februar 1968 in Cheshunt) ist eine englische professionelle Poolbillardspielerin und ehemalige professionelle Snookerspielerin. Sie ist nicht verwandt mit der Billardspielerin Kelly Fisher. 2022 wurde sie in die Snooker Hall of Fame aufgenommen.

## Karriere

### Anfänge
Fishers Interesse am Snookersport begann mit den Übertragungen der Pot-Black-Spiele. Nachdem die Familie nach Peacehaven umgezogen war, spielte sie im Alter von 12 Jahren mehrere Stunden pro Woche im lokalen Club Snooker. Innerhalb eines Jahres wurde sie in das Pub-Team aufgenommen und trat bei Ligaspielen an.
Kurz darauf nahm Fisher erstmals an einem nationalen Frauenturnier teil. Nach einer Erstrundenniederlage, einer Niederlage im Viertelfinale und einer Finalniederlage konnte sie das vierte Turnier gewinnen. Dadurch wurde sie von Frank Callan entdeckt, der zeitweise auch Steve Davis coachte.

### Snooker

#### Amateurjahre
Mit 17 Jahren gewann Fisher 1985 die Snookerweltmeisterschaft der Frauen mit 5:1 gegen Stacey Hillyard. Im selben Jahr versuchte sie erstmals, sich für die Snooker Main Tour zu qualifizieren, doch sie scheiterte in der ersten Runde des Qualifikationsturniers gegen Steve Meakin. Im Jahr 1986 verteidigte sie ihren WM-Titel gegen die Kanadierin Sue LeMaich, bei den nationalen Watney Open unterlag sie im Auftaktspiel gegen Stefan Mazrocis. Zu Beginn der Saison 1986/87 nahm sie an zwei Events der WPBSA Pro Ticket Series teil, doch sie kam lediglich einmal ins Achtelfinale, wo sie gegen Mick Price ausschied. Ihr Bestreben setzte sie 1988 fort, diesmal unterlag sie in der Runde der letzten 32 gegen Stefan Mazrocis. Im selben Jahr konnte sie zum dritten Mal die Snookerweltmeisterschaft der Frauen gewinnen, als sie die Vorjahresweltmeisterin Anne-Marie Farren mit 6:1 besiegte. 1989 verteidigte sie ihren Titel gegen Farren. Mit Anfang 20 wurde sie von Barry Hearn unter Vertrag genommen. Hearn war der langjährige Manager von Steve Davis und organisierte mit seiner Firma Matchroom Sport zahlreiche Snookerturniere – darunter die Matchroom League.
Im Jahr 1991 gewann Fisher wieder die Frauenweltmeisterschaft, diesmal mit 8:2 gegen Karen Corr. Bei den World Masters verlor sie bei den Damen im Halbfinale gegen Stacey Hillyard. Im Damendoppel besiegte sie im Finale zusammen mit Stacey Hillyard Karen Corr und Anne-Marie Farren, beim Mixed-Doppel besiegte sie zusammen mit Steve Davis Jimmy White und Caroline Walch. Auf professioneller Ebene wurde sie zu den London Masters eingeladen, wo sie im Viertelfinale gegen Jimmy White verlor. Zur Saison 1991/92 wurden die großen Turniere für alle Spieler freigegeben und sie entschloss sich zur Teilnahme an der Profitour. Bereits im März 1990 hatte der professionelle Weltverband eine Einladung an Fisher ausgesprochen, an den Profiturnieren teilzunehmen.
Bei den Dubai Classic 1992 erzielte sie mit 133 Punkten ihr höchstes Century Break ihrer Karriere.
In den Jahren 1993 und 1994 gewann sie gegen Stacey Hillyard die Frauenweltmeisterschaft.

#### Profijahre
In der Blütezeit des Snookersports mit über 500 Profispielern musste Fisher für das Erreichen der Hauptrunde durch zahlreiche Qualifikationsrunden, in denen sie oft scheiterte. Zum Saisonstart verlor sie in der zweiten Runde des Einladungsturnier Thailand Masters gegen Gary Wilkinson, der sie mit 3:5 besiegte. Beim Dubai Masters erreichte sie die dritte Qualifikationsrunde und nach einer Auftaktniederlage beim Grand Prix ebenjene Runde beim UK Championship, wo sie an Joe Swail scheiterte. Nach einer weiteren Auftaktniederlage beim Classic wurde Fisher zur Matchroom League eingeladen, bei der sie auf hochkarätige Gegner wie Steve Davis, Stephen Hendry und Jimmy White traf. In zwölf Spielen gelangen ihr Siege über Tony Drago, Neal Foulds und Mike Hallett sowie ein 4:4 gegen Tony Meo. Danach folgte eine Serie von Niederlagen in ihren Auftaktmatches, sodass sie ihr nächstes Spiel erst bei den Strachan Open gewann. Dort kam sie bis in die vierte Qualifikationsrunde, in der sie gegen Andy Hicks verlor. Zum Saisonschluss erreichte sie in der Qualifikation für die Snookerweltmeisterschaft die zweite Runde, in der sie dem Schotten Chris Small unterlag.
In ihrer zweiten Profisaison hatte sich Fisher auf Platz 234 der Rangliste hochgearbeitet. Bei ihrer ersten Turnierteilnahme beim Dubai Classic verpasste sie den Einzug in die Hauptrunde knapp, als sie in der neunten und letzten Qualifikationsrunde gegen Joe Swail mit 4:5 verlor. Fisher spielte in der Partie ein 133er-Break, ihr höchstes Break jemals. Bei der UK Championship erreichte sie die sechste Qualifikationsrunde, beim zweiten Event der Strachan Challenge, einem Minor-ranking-Turnier, sogar die Hauptrunde, in der sie gegen Robert Marshall verlor. Nach mehreren frühen Niederlagen erreichte sie bei den Welsh Open die fünfte, bei den Asian Open die siebente und bei den International Open sowie bei der Snookerweltmeisterschaft die sechste Qualifikationsrunde.
Zu Beginn der Saison 1993/94 hatte sich Fisher auf Ranglistenplatz 202 vorgearbeitet. Zum Saisonauftakt erreichte sie sowohl beim Dubai Classic als auch beim Grand Prix die siebente Qualifikationsrunde, in der sie gegen Murdo MacLeod und Peter Daubney verlor. Bei den nächsten beiden Ranglistenturnieren, der UK Championship und den European Open, erreichte Fisher die fünfte Qualifikationsrunde. Des Weiteren nahm sie an der Matchroom League teil, bei der sie in neun Spiele gegen Sascha Diemer und Mario Wehrmann gewann und gegen Jimmy White, Robert Burda und Alan McManus unentschieden spielte. Bei den Welsh Open erreichte sie die siebente Qualifikationsrunde, in der sie mit 0:5 gegen Stephen Lee verlor. Im nächsten Turnier, den International Open, erreichte sie die vorletzte Qualifikationsrunde, in der sie gegen Mark Rowing verlor. Bei den Thailand Open erreichte sie die fünfte Qualifikationsrunde, bei den British Open verlor sie nach einem Sieg über Steve Mifsud in der siebenten Runde gegen Tony Wilson. In der Qualifikation für die Snookerweltmeisterschaft verlor sie in der vierten Runde.
Fisher repräsentierte Europa 1994 beim ersten Mosconi Cup, auch, weil es bei der ersten Auflage noch Pflicht war, zwei Frauen im Team zu haben. Ab 1995 wurde diese Regelung jedoch abgeschafft, sodass es bei diesem einen Auftritt blieb.
Auf Weltranglistenplatz 191 platziert, erreichte Fisher zum Saisonauftakt in Dubai die vorletzte Qualifikationsrunde in der sie mit 1:5 gegen Anthony Bolsover verlor. Nach zwei frühen Niederlagen wurde sie zum Malta Grand Prix eingeladen, wo sie nach einem Sieg über Gerard Greene gegen Joe Swail verlor. Bei den Welsh Open erreichte sie die vierte Qualifikationsrunde, in der sie dem Nordiren Jack McLaughlin unterlag. Nach zwei frühen Niederlagen erreichte sie ebenjene Runde auch bei den British Open und zum Saisonabschluss in der WM-Qualifikation.
Mit 27 Jahren sollte Fisher an einem Turnier in Indien teilnehmen, das ursprünglich im Februar stattfinden sollte. Nachdem das Turnier mehrfach verschoben worden war, verlor sie das Interesse am Snooker. Auch die zahlreichen Machos (dazu zählte sie explizit nicht die Stars der Szene wie Davis, Hendry und White) der Sportart, die es nicht akzeptierten, von ihr besiegt zu werden, nannte sie ebenfalls als Grund. Sie schwor ihrer Mutter, dass diese sie bei dem Turnier in Indien zum letzten Mal Snooker spielen sehen würde („This is the last time you will see me play snooker“).

### Poolbillard
1995 kaufte sich Fisher ein One-Way-Ticket nach Las Vegas, wo sie nach ihrer Ankunft an einem Poolturnier in Charlotte teilnahm. Dort belegte sie den neunten Platz. Das darauffolgende Turnier gewann sie.
Im selben Jahr wurde sie Profispielerin. Seitdem gewann sie über 50 Turniere der WPBA-Serie und ist mit vier Siegen bei der Weltmeisterschaft im 9-Ball (1996, 1997, 1998 und 2001) Rekordsiegerin dieses Turniers. 1998 wurde sie Europameisterin in den Disziplinen 9-Ball und 14 und 1 endlos.
Im Jahr 2009 gewann sie bei den World Games die Goldmedaille im 9-Ball der Damen. Kurz darauf wurde sie in die Hall of Fame des Billiard Congress of America gewählt. Im selben Jahr kam sie in die engere Wahl für den Stonewall’s Sports Award of the Year. 2022 wurde Fisher für ihre „Verdienste um den Sport“ im Rahmen der New Year Honours zum Member of the Order of the British Empire (MBE) ernannt.